# Diego Naser
Diego Naser (nacido el 10 de agosto de 1981 en Montevideo, Uruguay) es un músico y director de orquesta uruguayo. Es actualmente director musical y artístico de la Orquesta Filarmónica de Boca Del Río - Veracruz (México) y profesor de dirección orquestal en Barcelona, España, en la Escuela Superior de Música de Cataluña (ESMUC), fue director musical y artístico de la Orquesta Sinfónica Nacional del Sodre (Uruguay) y Director Invitado Residente de The Orchestra of the Americas, con sede en Washington.
Como instrumentista integró orquestas como la West Eastern Divan Orchestra del Mtro. Daniel Barenboim, Ossodre, Camerata de Hamburgo, Sinfónica NDR de Hamburgo y Filarmónica de Kiel en Alemania como academista.  